# Cavenago di Brianza
Cavenago di Brianza là một đô thị ở tỉnh Monza và Brianza, vùng Lombardia của Italia, khoảng 25 km về phía đông bắc của Milano. Đến thời điểm ngày 31 tháng 12 năm 2004, đô thị này có dân số 6.276 người và diện tích 4,4 km².
Cavenago di Brianza giáp các đô thị: Ornago, Burago di Molgora, Basiano, Agrate Brianza, Cambiago.